# Anita Buma
Anita Buma (1958) is een Nederlandse emeritus adjunct-hoogleraar en onderzoeker die veel onderzoek verrichtte in het Zuidpoolgebied. Zij werd vooral bekend door haar werk op het gebied van ecofysiologie van mariene microalgen. Ze was de eerste Nederlandse vrouwelijke onderzoeker op Antarctica.

## Biografie
Na haar middelbare schoolopleiding bèta aan het Christelijk Gymnasium in Leeuwarden ging Buma biologie studeren aan de  Rijksuniversiteit Groningen. Zij studeerde af in 1984. Daarna ging zij werken bij het Koninklijk Nederlands Instituut voor Onderzoek der Zee op Texel waar ze haar promotieonderzoek naar de groei en de samenstelling van Antarctisch fytoplankton verrichtte. Op uitnodiging van het Alfred Wegener Instituut voor Pool- en zeeonderzoek in Bremerhaven nam ze in 1985 deel aan twee expedities naar de Fram Strait waar ze eveneens fytoplankton bestudeerde.  
In 1991 deed ze onderzoek in opdracht van Rijkswaterstaat aan biomonitoring van fytoplankton in de Nederlandse zoute en brakke wateren.
Buma promoveerde in 1992 aan de Rijksuniversiteit Groningen op een proefschrift met de titel Factors controlling phytoplankton growth and species composition in the Antarctic Ocean.
Buma werd als voorzitter van de afdeling Ocean Ecosystems in 2012 lid van het dagelijks bestuur van ESRIG, het Energy and Sustainability Research Institute van de Faculty of Science & Engineering van de Rijksuniversiteit Groningen. Van 2007 tot haar pensioen in 2021 was ze adjunct-hoogleraar. 
Ze was lid van verschillende nationale en internationale commissies: de commissie voor de Nederlandse Polaire Strategie (2010-2014), de Nederlandse commissie van de SCAR (Scientific Committee for Antarctic Research)(2005-2010) en de Wetenschappelijke Adviesraad van het Dallmann Research Station op King George Island (2006-2011). Dit onderzoeksstation werd beheerd door Argentinië, Duitsland en Nederland. Ook zat ze in de Wetenschappelijke Stuurgroep van het Nederlandse Antarctische Rothera Station (2011-2013).
Buma was hoofdredacteur van het Nederlandse populairwetenschappelijke boek Door de kou bevangen (2016), over vijftig jaar geschiedenis van het Nederlandse poolonderzoek.
Ze was associate editor van het Journal of Sea Research.

## Onderzoek
Buma's onderzoek richtte zich in toenemende mate op de ecofysiologie en diversiteit van (mariene) microalgen in relatie tot klimaatverandering.Met dat doel bezoekt zij een onderzoeksstation op Spitsbergen. Specifieke onderzoeksthema's daarbij waren onder andere de effecten van sporenelementen, UV-straling en veranderende smeltwaterdynamiek.
Het onderzoek naar UV-B-straling is ook van belang in verband met de aantasting van de ozonlaag in de stratosfeer. Als resultaat van dit werk ontving ze in 2002 een Meervoud-subsidie van de Nederlandse Organisatie voor Wetenschappelijk Onderzoek, bedoeld om meer vrouwelijke onderzoekers als UD aan te stellen. Binnen dit kader werkte ze een jaar als gastonderzoeker bij de Australian Antarctic Division in Kingston.

## Boeken
Buma schreef de volgende boeken:
- Door de kou bevangen: vijftig jaar Nederlands onderzoek in de poolgebieden, 2016
- Factors controlling phytoplankton growth and species composition in the Antarctic Ocean, proefschrift, 1992
- Lagere dieren; Biochronieken, Uitg.: Noorder Dierenpark Zoo, kinderboek, 1987